# Frans basketbalteam (mannen)
Het Frans nationaal basketbalteam is een team van basketballers dat Frankrijk vertegenwoordigt in internationale wedstrijden. 
Frankrijk deed voor het eerst in 1935 mee aan een officieel internationaal toernooi, de Eurobasket van 1935. Frankrijk verloor de eerste wedstrijd met 23-21 van Tsjechoslowakije. De drie wedstrijden hierna werden gewonnen, waarmee het team op een vijfde plaats eindigde.
De beste prestatie van het land in de Eurobasket was in het jaar 1949. Frankrijk werd destijds, achter Egypte, tweede van Europa. De beste graad tijdens de Olympische Spelen werd zowel in het jaar 1948 als in het jaar 2000 behaald. Het Franse team behaalde in beide edities van de Olympische Zomerspelen de zilveren medaille.

## Frankrijk tijdens de Olympische Spelen
- 1948 -
- 1952 - 8e
- 1956 - 4e
- 1960 - 10e
- 1984 - 11e
- 2000 -
- 2012 - 6e
- 2016 - 6e
- 2020 -
- 2024 -

## Frankrijk tijdens het Wereldkampioenschap
- 1950 - 6e
- 1954 - 4e
- 1963 - 5e
- 1986 - 13e
- 2006 - 5e
- 2010 - 13e
- 2014 -
- 2019 -
- 2023 - 18e

## Frankrijk tijdens Eurobasket
- 1935 - 5e
- 1937 -
- 1939 - 4e
- 1946 - 4e
- 1947 - 5e
- 1949 -
- 1951 -
- 1953 -
- 1955 - 9e
- 1957 - 8e
- 1959 -
- 1961 - 4e
- 1963 - 13e
- 1965 - 9e
- 1967 - 11e
- 1971 - 10e
- 1973 - 10e
- 1977 - 11e
- 1979 - 8e
- 1981 - 8e
- 1983 - 5e
- 1985 - 6e
- 1987 - 9e
- 1989 - 6e
- 1991 - 4e
- 1993 - 7e
- 1995 - 8e
- 1997 - 10e
- 1999 - 4e
- 2001 - 6e
- 2003 - 4e
- 2005 -
- 2007 - 8e
- 2009 - 5e
- 2011 -
- 2013 -
- 2015 -
- 2017 - 12e
- 2022 -